# Маненгуба
Маненгуба — вулкан (массив, горы) в юго-западном регионе Камеруна. В горах обитают Бурозубка маненгуба и эндемичные растительные виды. Этот район показан в документальном фильме «Туманы Маненгубы» с ботаником Мартином Чиком.
Вулкан сложен из базальтов и трахитов.